# Audoleon
Audoleon, född 315 f.Kr., död 285 f.Kr., var  en paionisk kung, son till Patraus eller Agis. Han var samtida med Alexander den store. Han var far till Ariston av Paionien, som utmärkte sig i slaget vid Gaugamela år 331 f.Kr., och även far till en dotter som gifte sig med kung Pyrrhus av Epirus. I ett krig mot illyrerna hamnade han i en svår situation men Kassandros kom till hans undsättning.